# Псалом 21

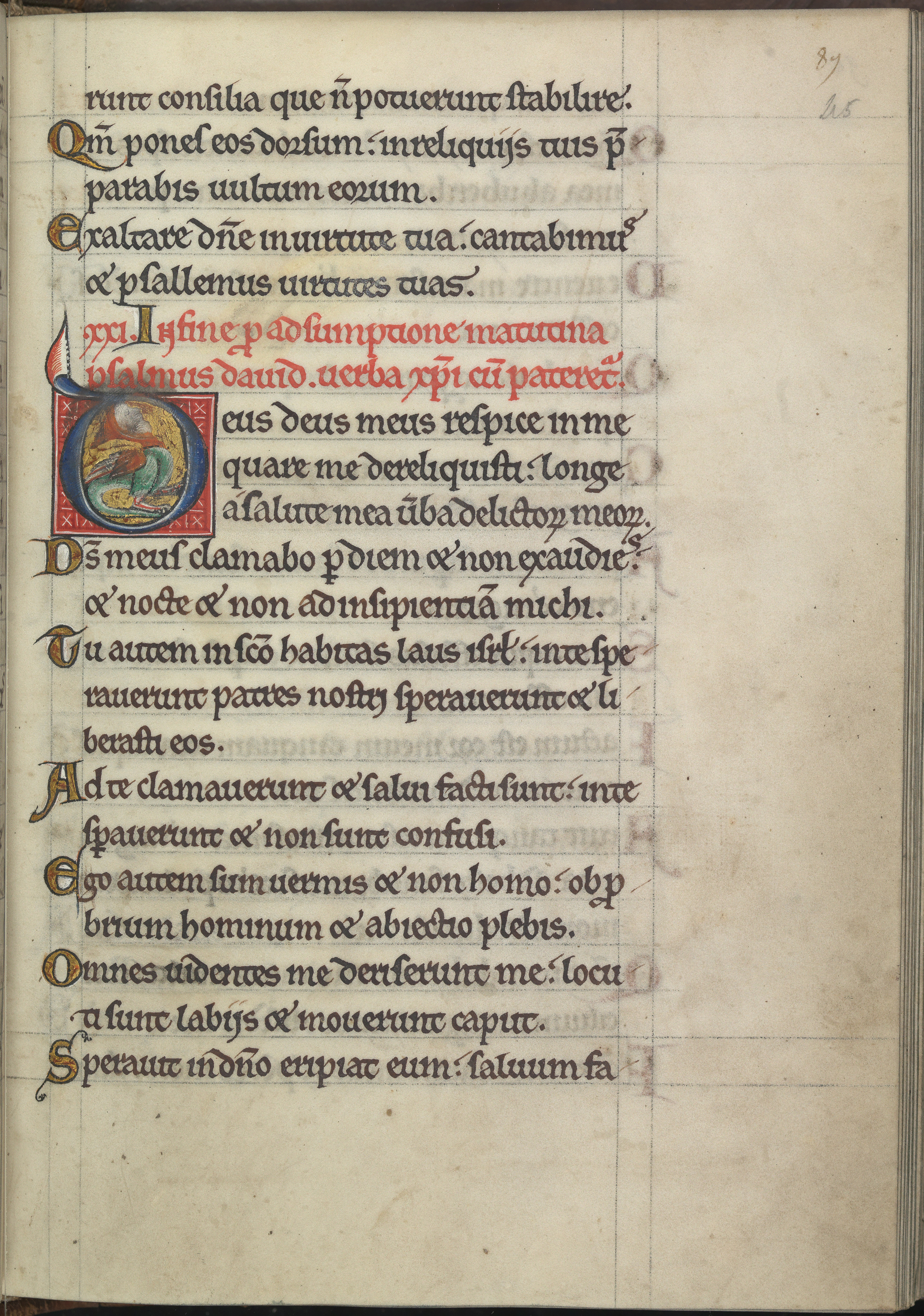
21-й псалом на листе из Псалтири Алиеоноры Аквитанской

Два́дцать пе́рвый псало́м — 21-й псалом из книги Псалтирь (в масоретской нумерации — 22-й). Известен по латинскому инципиту Deus Deus meus, «Боже Боже мой». Автор псалма передаёт чувство отчаяния и оставленности Богом. В центре — сцена публичной казни. В псалме нет слов покаяния за грехи, нет проклятий в адрес мучителей. Этот псалом — послание праведника, которого казнят нечестивые. Из заключительной части псалма следует, что ответ на молитву — получен.
Псалом используют в иудейской, православной, католической и протестантской литургиях.
В христианской традиции относится к «мессианским» псалмам.

## Авторство
Авторство псалма традиционно приписывают Давиду. В 1-м стихе псалма есть указание «псалом Давида».

## Христианская традиция
В христианской традиции этот псалом считают прообразным (прообразовательным), то есть описывающим предстоящее в будущем распятие Иисуса Христа, причём буквально.
Фрагмент этого псалма «Боже мой! Боже мой! для чего Ты оставил меня?» цитирует Иисус Христос во время распятия перед своей смертью (Мк. 15:34; Мф. 27:46). В различных книгах Нового Завета авторы прямо или косвенно цитируют 21-й псалом, относя эти отрывки к казни Христа.
Христианские апологеты аргументируют свою позицию отсутствием подобных фактов в биографии Давида (считающегося автором псалма) и, напротив, совпадением вплоть до деталей с описанием грядущей казни Христа.
Начиная с 24-го стиха тон псалма меняется на мажорный, автор призывает поклоняться Богу и благоговеть перед Ним. Автор говорит о Божьем ответе на его молитву. И если первую часть (повествующую о казни) христианская Церковь относит к прообразовательной (то есть уже сбывшейся), то конец псалма можно назвать «пророческим».
| Стих | Фрагмент в 21-м псалме                                                      | В Новом Завете | Ссылка                   |
| ---- | --------------------------------------------------------------------------- | --- | ------------------------ |
| 2    | Боже мой! Боже мой! для чего Ты оставил меня?                               | Боже Мой! Боже Мой! для чего Ты Меня оставил? | (Мк. 15:34), (Мф. 27:46) |
| 8    | Все, видящие меня, ругаются надо мною, говорят устами, кивая головою        | Проходящие злословили Его, кивая головами своими | (Мк. 15:29)              |
| 8    | Все, видящие меня, ругаются надо мною, говорят устами, кивая головою        | Проходящие же злословили Его, кивая головами своими | (Мф. 27:39)              |
| 9    | «он уповал на Господа; пусть избавит его, пусть спасет, если он угоден Ему» | уповал на Бога; пусть теперь избавит Его, если Он угоден Ему | (Мф. 27:43)              |
| 19   | делят ризы мои между собою и об одежде моей бросают жребий                  | Распявшие Его делили одежды Его, бросая жребий, кому что взять | (Мк. 15:24)              |
| 19   | делят ризы мои между собою и об одежде моей бросают жребий                  | Распявшие же Его делили одежды Его, бросая жребий | (Мф. 27:35)              |
| 19   | делят ризы мои между собою и об одежде моей бросают жребий                  | И делили одежды Его, бросая жребий. | (Лк. 23:34)              |
| 19   | делят ризы мои между собою и об одежде моей бросают жребий                  | Воины же, когда распяли Иисуса, взяли одежды Его и разделили на четыре части, каждому воину по части, и хитон; хитон же был не сшитый, а весь тканый сверху. Итак сказали друг другу: не станем раздирать его, а бросим о нём жребий, чей будет, - да сбудется реченное в Писании: разделили ризы Мои между собою и об одежде Моей бросали жребий | (Ин. 19:23, 24)          |
| 23   | Буду возвещать имя Твое братьям моим, посреди собрания восхвалять Тебя      | возвещу имя Твое братиям Моим, посреди церкви воспою Тебя. | (Евр. 2:12)              |

## Толкование

### Второй стих
- Ватиканский кодекс Мк. 15:34 (ΕΛΩΙ ΕΛΩΙ ΛΑΜΑ ΖΑΒΑΦθΑΝΕΙ[3] элёи элёи лама забафтанеи[4][5][6] — «Боже Мой, Боже Мой! для чего Ты меня оставил?»)

Старый сирийский текст Мк. 15:34 (ܐܠܗܝ ܐܠܗܝ ܠܡܢܐ ܫܒܩܬܢܝ алёи алёи льмоно шбактони)
Еврейский текст Пс. 21:2 (אלי אלי למה עזבתני‬ эли́ эли́ лама́ азавта́ни)
- Ватиканский кодекс Мф. 27:46 (ΕΛΩΕΙ ΕΛΩΕΙ ΛΕΜΑ СΑΒΑΚΤΑΝΕΙ[3][8] элёэи элёэи лема сабактанеи[9])

Старый сирийский текст Мф. 27:46 (ܐܠܝ ܐܠܝ ܠܡܢܐ ܫܒܩܬܢܝ эли эли льмоно шбактони)
Еврейский текст Пс. 21:2 (אלי אלי למה עזבתני‬ эли́ эли́ лама́ азавта́ни)

### Семнадцатый стих
| Греческий текст                                                                               | Церковнославянский перевод греческого текста                                     | Арамейский перевод греческого текста (таргум)                                               | Еврейский текст                                  |
| --------------------------------------------------------------------------------------------- | -------------------------------------------------------------------------------- | ------------------------------------------------------------------------------------------- | ------------------------------------------------ |
| ὅτι ἐκύκλωσάν με κύνες πολλοί συναγωγὴ πονηρευομένων περιέσχον με ὤρυξαν χεῖράς μου καὶ πόδας | яко обыдо́ша мя́ пси́ мно́зи со́нмъ лука́выхъ одержа́ша мя́ ископа́ша ру́цѣ мои́ и но́зѣ мои́ | מטול דאחזרו עלי רשיעי דמתילין לכלביא סגיעין כנישת מבאישין אקפוני נכתין היך כאריא אידי ורגלי | כי סבבוני כלבים עדת מרעים הקיפוני כארי ידי ורגלי‬ |

Существуют разночтения в различных традициях. Хотя греческий текст Септуагинты, кумранских рукописей, масоретского текста используют дискуссионное слово «копать», но иудейские раввины трактуют это слово как «как лев».
Синодальный перевод: «Ибо псы окружили меня, скопище злых обступило меня, пронзили руки мои и ноги мои».
Греческий текст: «Ибо окружили меня псы многие — сборище злодеев обхватили меня, ископали руки мои и ноги».
Таргум: «Ибо окружили меня злые, как псы, многие собрания злых окружили меня, кусающие, как лев руки и ноги».
Еврейский текст: «Ибо окружили меня псы — община злых окружили меня, копали руки мои и ноги мои».
Раши комментировал: «Они раздроблены львиной пастью, как говорил Езекия (Ис. 38:13) — „подобно льву Он сокрушал все кости мои“».
Епископ Палладий (Пьянков) комментировал: «„Пси мнози“, то есть по бл. Феодориту — язычники, по св. Афанасию — народные иудейские правители».

## Богослужебное использование
Православие
21-й псалом поют на утрени воскресной всенощного бдения, во время Великого поста, в праздники Богоявления и Благовещения на утрени. Отдельные стихи псалма поют по разным случаям.
21:27 «да едят бедные и насыщаются; да восхвалят Господа ищущие Его; да живут сердца ваши во веки» произносят монахи в монастырях в молитве перед вечерней трапезой.
Иудаизм
Отдельные стихи 21-го псалма поют в субботу.
Католицизм
По уставу святого Бенедикта, 21-й псалом пели на утрени в воскресенье в группе из шести псалмов 20—25.